# Gospodarski razvoj
Gospodarski in socialni razvoj je v ekonomskem proučevanju javnega sektorja proces izboljševanja gospodarske blaginje in kakovosti življenja naroda, regije, lokalne skupnosti ali posameznika v skladu z zastavljenimi cilji.
Izraz se pogosto uporablja od 20. stoletja naprej, vendar na Zahodu obstaja že precej dlje. Modernizacija, vesternizacija in zlasti industrializacija so drugi izrazi, ki se pogosto uporabljajo pri obravnavi gospodarskega razvoja. Zgodovinsko so se politike gospodarskega razvoja osredotočale na industrializacijo in infrastrukturo, od 1960. let naprej pa vse bolj na odpravljanje revščine.
Medtem ko je gospodarski razvoj politika, katere cilj je izboljšati blaginjo ljudi, je gospodarska rast pojav tržne produktivnosti in povečevanja BDP. Ekonomist Amartya Sen je gospodarsko rast opisal kot le »en vidik procesa gospodarskega razvoja«. Ekonomisti se pretežno osredinjajo na vidik rasti in gospodarstva na splošno, raziskovalci gospodarskega razvoja skupnosti pa se ukvarjajo tudi z družbenogospodarskim razvojem.